# Лангсур
Лангсур (њем. Langsur) општина је у њемачкој савезној држави Рајна-Палатинат. Једно је од 103 општинска средишта округа Трир-Сарбург. Према процјени из 2010. у општини је живјело 1.645 становника. Посједује регионалну шифру (AGS) 7235073.

## Географски и демографски подаци
Лангсур се налази у савезној држави Рајна-Палатинат у округу Трир-Сарбург. Општина се налази на надморској висини од 154 метра. Површина општине износи 11,9 km². У самом мјесту је, према процјени из 2010. године, живјело 1.645 становника. Просјечна густина становништва износи 138 становника/km².

## Међународна сарадња
| Мјесто             | Држава     | Врста сарадње | Од    |
| ------------------ | ---------- | ------------- | ----- |
| Момпах             | Луксембург |               | 2000. |
| Мертерт-Васербилиг | Луксембург |               | 2000. |
| Извор              |            |               |       |